# Storm Linux
Storm Linux este o distribuție de Linux bazată pe Debian. A fost creată în Canada în decembrie 1999 de Stormix Technologies, care a actualizat-o până în decembrie 2000, ultima versiune fiind 2.06. Este compatibilă cu DOS.

## Legături externe
- Storm Linux